# 夏季奥林匹克运动会铁人三项比赛

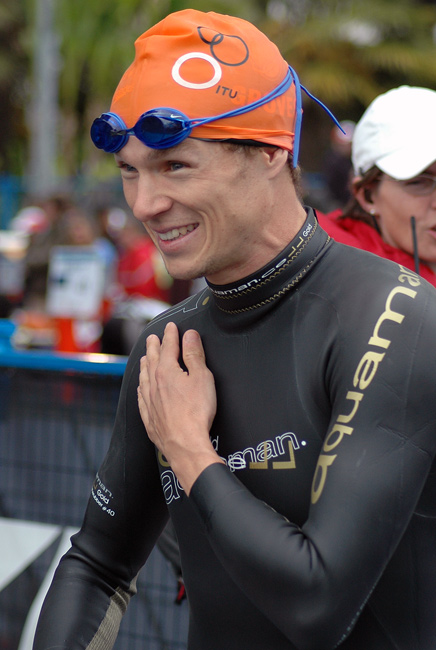
加拿大人西蒙·惠特菲尔德 (Simon Whitfield) 是2000年奧運會男子鐵人三項第一位金牌得主。

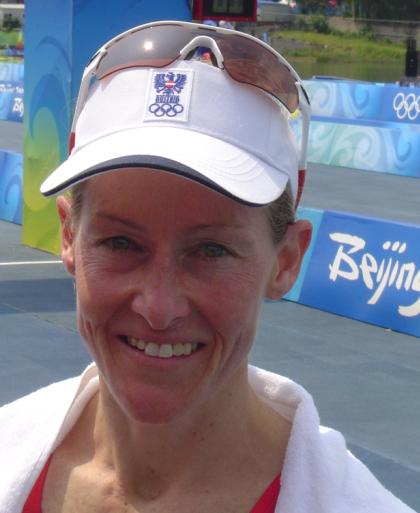
奧地利人凱特·艾倫贏得了2004年奧運會女子鐵人三項比賽冠軍。

铁人三项自2000年悉尼夏季奥运会起成为每届夏季奥运会比赛项目。

## 距離
奥林匹克运动会鐵人三項的距離為標準距離，全程51.5公里，運動員需依次連續進行1.5公里游泳比賽，然後進行40公里自行車比賽，最後以10公里跑步比賽結束賽事。

## 獎牌得主

### 男子個人
| 届数                      | 金牌                                  | 银牌                               | 铜牌                        |
| 2000年雪梨 （詳細）       | 西蒙·惠特菲尔德 · 加拿大（CAN）       | 斯特凡·武奇科维奇 · 德国（GER）    | 扬·热胡拉 · 捷克（CZE）     |
| 2004年雅典 （詳細）       | 哈米什·卡特 · 新西兰（NZL）           | 贝文·多彻蒂 · 新西兰（NZL）        | 斯文·里德雷尔 · 瑞士（SUI） |
| 2008年北京 （詳細）       | 扬·弗勒德诺 · 德国（GER）             | 西蒙·惠特菲尔德 · 加拿大（CAN）    | 贝文·多彻蒂 · 新西兰（NZL） |
| 2012年伦敦 （詳細）       | 阿利斯泰尔·布朗利 · 英国（GBR）       | 哈维尔·戈麦斯·诺亚 · 西班牙（ESP） | 乔纳森·布朗利 · 英国（GBR） |
| 2016年里約熱內盧 （詳細） | 阿利斯泰尔·布朗利 · 英国（GBR）       | 乔纳森·布朗利 · 英国（GBR）        | 亨利·斯库曼 · 南非（RSA）   |
| 2020年東京 （詳細）       | 克里斯蒂安·布卢门菲尔特 · 挪威（NOR） | 余力生 · 英国（GBR）               | 海登·怀尔德 · 新西兰（NZL） |
| 2024年巴黎 （詳細）       | 余力生 · 英国（GBR）                  | 海登·怀尔德 · 新西兰（NZL）        | 莱奥·贝热尔 · 法国（FRA）   |

### 女子個人
| 届数                      | 金牌                            | 银牌                              | 铜牌                         |
| 2000年雪梨 （詳細）       | 布丽吉特·麦克马洪 · 瑞士（SUI） | 米凯莉·琼斯 · （AUS）             | Magali Messmer · 瑞士（SUI） |
| 2004年雅典 （詳細）       | 凯特·艾伦 · 奥地利（AUT）       | 洛蕾塔·哈罗普 · （AUS）           | 苏珊·威廉斯 · 美国（USA）    |
| 2008年北京 （詳細）       | 埃玛·斯诺西尔 · （AUS）         | 瓦妮莎·费尔南德斯 · 葡萄牙（POR） | 埃玛·莫法特 · （AUS）        |
| 2012年倫敦 （詳細）       | 尼科拉·斯比瑞格 · 瑞士（SUI）   | 莉萨·努登 · 瑞典（SWE）           | 埃琳·登沙姆 · （AUS）        |
| 2016年里約熱內盧 （詳細） | 格温·乔根森 · 美国（USA）       | 尼科拉·斯比瑞格 · 瑞士（SUI）     | 维姬·霍兰德 · 英国（GBR）    |
| 2020年東京 （詳細）       | 弗洛拉·達菲 · 百慕大（BER）     | 乔治娅·泰勒-布朗 · 英国（GBR）    | 凯蒂·扎费雷斯 · 美国（USA）  |
| 2024年巴黎 （詳細）       | 卡桑德尔·博格朗 · 法国（FRA）   | 朱莉·德龙 · 瑞士（SUI）           | 贝丝·波特 · 英国（GBR）      |

### 混合團體
| 届数                | 金牌                                                                | 银牌                                                                  | 铜牌                                                                          |
| 2020年東京 （詳細） | 英国（GBR） · 杰丝·利尔蒙思 · 乔纳森·布朗利 · 乔治娅·泰勒-布朗 ·    | 美国（USA） · 凯蒂·扎费雷斯 · 凯文·麦克道尔 · 泰勒·尼布 · 摩根·皮尔逊 | 法国（FRA） · 莱奥妮·佩里奥 · 多里安·科南克斯 · 卡桑德尔·博格朗 · 樊尚·路易斯 |
| 2024年巴黎 （詳細） | 德国（GER） · 蒂姆·黑尔维希 · 莉萨·特奇 · 拉塞·吕尔斯 · 劳拉·林德曼 | 美国（USA） · 塞思·赖德 · 泰勒·斯皮维 · 摩根·皮尔逊 · 泰勒·尼布       | 英国（GBR） · 贝丝·波特 · 萨姆·迪金森 · 乔治娅·泰勒-布朗 · 余力生             |

## 奖牌榜
以下獎牌榜是統計在歷屆奧運會鐵人三項比賽（2000年－2020年）獲得過獎牌的國家及地區。
| 排名                      | 国家 / 地区               | 金牌 | 銀牌 | 銅牌 | 总计 |
| ------------------------- | ------------------------- | ---- | ---- | ---- | ---- |
| 1                         | 英国（GBR）               | 4    | 3    | 4    | 11   |
| 2                         | 瑞士（SUI）               | 2    | 2    | 2    | 6    |
| 3                         | 德国（GER）               | 2    | 1    | 0    | 3    |
| 4                         | （AUS）                   | 1    | 2    | 2    | 5    |
| 4                         | 新西兰（NZL）             | 1    | 2    | 2    | 5    |
| 4                         | 美国（USA）               | 1    | 2    | 2    | 5    |
| 7                         | 加拿大（CAN）             | 1    | 1    | 0    | 2    |
| 8                         | 法国（FRA）               | 1    | 0    | 2    | 3    |
| 9                         | 奥地利（AUT）             | 1    | 0    | 0    | 1    |
| 9                         | 百慕大（BER）             | 1    | 0    | 0    | 1    |
| 9                         | 挪威（NOR）               | 1    | 0    | 0    | 1    |
| 12                        | 西班牙（ESP）             | 0    | 1    | 0    | 1    |
| 12                        | 葡萄牙（POR）             | 0    | 1    | 0    | 1    |
| 12                        | 瑞典（SWE）               | 0    | 1    | 0    | 1    |
| 15                        | 捷克（CZE）               | 0    | 0    | 1    | 1    |
| 15                        | 南非（RSA）               | 0    | 0    | 1    | 1    |
| 总计（共16个国家 / 地区） | 总计（共16个国家 / 地区） | 16   | 16   | 16   | 48   |

## 纪录
因为场地的不同，铁人三项比赛没有官方的奥运会纪录。
阿利斯泰尔·布朗利在伦敦的铁人三项比赛中确立非官方男子纪录。埃玛·斯诺西尔在北京的成绩是女子最好纪录。
纪录进展
黑体为现纪录保持者。
| 項目 | 國籍 | 參賽者            | 時間       | 年份 |
| ---- | ---- | ----------------- | ---------- | ---- |
| 男子 | 英国 | 阿利斯泰尔·布朗利 | 1:46:25    | 2012 |
| 女子 |      | 埃玛·斯诺西尔     | 1:58:27.66 | 2008 |